# Anoressizzante
Un anoressizzante o anoressante è una sostanza che è in grado di ridurre l'appetito e l'introduzione di cibo nell'organismo e che quindi comporta un calo ponderale.

## Etimologia
Il nome deriva da anoressia, dal greco ἀνορεξία anorexía, comp. di an- priv. e órexis 'appetito': mancanza o riduzione dell'appetito.

## Storia
I militari tedeschi e finlandesi durante la seconda guerra mondiale furono trattati su ordine dei vertici militari con delle anfetamine (metamfetamina, Pervitin) per migliorarne le attività belliche, ed in particolare per prevenire o trattare la stanchezza delle truppe esauste e quindi permettere loro di sopravvivere e continuare a combattere.
Subito dopo la guerra, l'uso delle amfetamine è stato indirizzato al mercato civile. La stessa amfetamina è stata commercializzata come soppressore dell'appetito fino a quando non è stato bandita, negli anni cinquanta, in molti paesi a causa del suo profilo di sicurezza.
Molte molecole appartenenti alla classe delle amfetamine, utilizzate negli anni successivi, hanno evidenziato svariati effetti collaterali, tra cui tachicardia, ipertensione e la possibilità di indurre dipendenza. Gli effetti indesiderati divengono più evidenti quando se ne fa un uso incontrollato e prolungato nel tempo.

## Utilizzo
Gli anoressizzanti vengono usati nel trattamento dell'obesità e della dipendenza dal cibo.
In considerazione dei non indifferenti effetti collaterali ad essi associati le autorità di regolamentazione dei farmaci hanno sempre sottolineato che il loro utilizzo deve essere considerato integrativo e non sostitutivo di un adeguato programma per la riduzione ed il controllo del peso corporeo. Possono essere utilizzati solo da pazienti affetti da grave obesità, specie se si associano altri fattori di rischio correlati all'obesità, come ad esempio il diabete di tipo II o la dislipidemia.
Anche in presenza delle caratteristiche sopra citate molti farmaci sono stati autorizzati solo per quei pazienti che hanno dimostrato di non rispondere adeguatamente ad un appropriato regime con dieta ipocalorica per ottenere la riduzione del peso corporeo, ovvero a quei pazienti che, a dispetto della dieta, hanno dimostrato impossibilità a raggiungere una perdita di peso > 5% rispetto ai valori base, nel giro di tre mesi.

## Meccanismo d'azione
In buona parte si tratta di farmaci ad azione centrale, che stimolano il centro della sazietà o inibiscono quello della fame, presenti nell'ipotalamo.
Alcuni di queste molecole sembra siano in grado di determinare un aumento del senso di sazietà. Per altre è stato ipotizzato un effetto termogenico, ovvero un'azione in grado di determinare un'attenuazione della caratteristica riduzione del metabolismo a riposo che tende a verificarsi durante la perdita di peso.

## Lista di farmaci anoressizzanti
Preparati antiobesità ad azione centrata
- Dietilpropione (Dietilcatinone, Amfepramone)
- Fentermina
- Mazindolo
- Ossimetazolina
- Pemolina
- Rimonabant
- Sibutramina

Depressori dell'appetito
- Benfluorex
- Butenolide
- Catina
- Dietilpropione (Dietilcatinone, Amfepramone)
- Fendimetrazina
- Fenilpropanolamina
- Fentermina
- Piroglutamil istidil glicina
- Sibutramina

Altri composti ritenuti soppressori dell'appetito
- Amfetamina
- Benzfetamina
- Bupropione
- Clortermina
- Destroamfetamina
- Dexmetilfenidato
- Fendimetrazina
- Feniletilamina
- Fenproporex
- Glucagone
- Lamotrigina
- Lisdexamfetamina
- Metamfetamina
- Metilfenidato

## Effetti collaterali ed indesiderati
Per molte sostanze ad azione amfetaminica simile sono stati segnalati in particolare effetti collaterali di natura cardiovascolare, tra cui palpitazioni, tachicardia e aumento della pressione arteriosa. In alcuni soggetti è possibile che si verifichi anche cardiomiopatia dilatativa (in particolare a seguito dell'uso cronico di fendimetrazina).
Un uso prolungato può causare l'insorgenza di effetti collaterali a carico del sistema nervoso quali ansia, insonnia, irrequietezza, vertigini, tremori e cefalea. Raramente sono stati riportati episodi psicotici. Infine in alcuni individui sono stati segnalati disturbi quali secchezza della bocca, diarrea, costipazione, nausea, epigastralgia (mal di stomaco), disuria e alterazioni della libido.

## Anoressizzanti naturali
Alcuni alimenti di uso comune come il caffè, integratori ad azione noradrenergica, come la sinefrina, e l'efedrina, sembrano essere dotati di azione anoressizzante.
Anche alcuni eccipienti e integratori alimentari, come diverse gomme alimentari (gomma adragante, gomma di guar) e polisaccaridi quali il glucomannano, vengono comunemente usati per la loro capacità di anticipare il senso di sazietà in base ad un'azione meccanica di riempimento dello stomaco. La loro reale efficacia in senso anoressizzante non è però scientificamente accertata.
Alcuni soppressori naturali dell'appetito si basano su Hoodia, un genere di 13 specie di piante della famiglia delle Apocynaceae, sottofamiglia Asclepiadoideae. Diversi soppressori dell'appetito commercializzati come preparati da banco, sono basati su un mix di ingredienti naturali, per lo più con il tè verde come base, in combinazione con altri estratti vegetali come la fucoxantina, che si trova naturalmente nelle alghe. Molte sostanze di questa classe sono spesso degli stimolatori della famiglia delle fenetilamine, molto simile a quella delle amfetamine.

## Farmaci ritirati dal commercio
- Rimonabant: L'EMEA (Agenzia europea per i medicinali) ne ha stabilito il ritiro dal commercio il 30 gennaio 2009 dopo che il mese precedente la società farmaceutica Sanofi-Aventis aveva informato l'agenzia della sua decisione di non proseguire ulteriormente nella commercializzazione del farmaco. Un'indagine di EMEA si era conclusa affermando che i benefici del farmaco non erano superiori ai rischi connessi al suo utilizzo (gravi sindromi depressive e casi di suicidio).[4]
- Sibutramina: L'EMEA (European Medicines Agency) nell'agosto del 2010 ne ha stabilito il ritiro dell'autorizzazione al commercio in quanto un'indagine dell'agenzia si era conclusa affermando che i benefici del farmaco non erano superiori ai rischi connessi al suo utilizzo (aumentato numero di eventi avversi di origine cardiovascolare: infarto del miocardio, ictus cerebrale ed arresto cardiaco)[5][6]
- Fenfluramina: il farmaco venne ritirato dal commercio negli Stati Uniti nel 1997 dopo alcune segnalazioni di malattie valvolari cardiache e di ipertensione polmonare.[7][8] Dopo il ritiro dell'autorizzazione negli USA il farmaco fu rapidamente ritirato anche in altri paesi del mondo, tra cui l'Italia.